# Tona (Colombia)
Tona è un comune della Colombia facente parte del dipartimento di Santander.
L'abitato venne fondato da Juan Rodriguez Suarez nel 1550.